# 杉浦康平

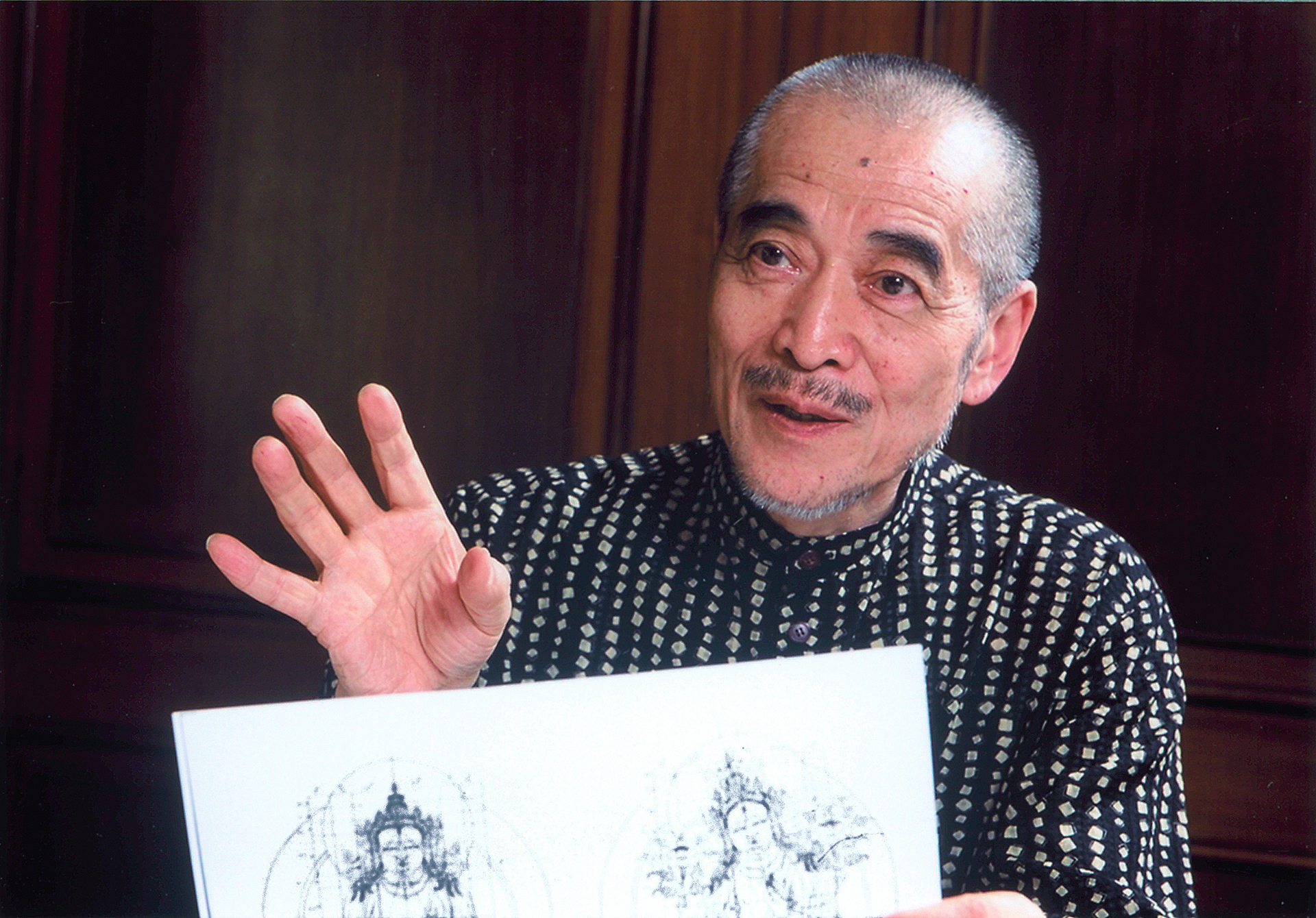
杉浦康平

杉浦 康平（すぎうら こうへい、1932年9月8日 - ）は、日本のグラフィックデザイナー、アジアの図像学研究者、神戸芸術工科大学名誉教授、同大学アジアンデザイン研究所（RIAD）所長。
意識領域のイメージ化で多元的なデザイン宇宙を切り開き、レコードジャケット、ポスター、ブックデザイン、雑誌デザイン、展覧会カタログデザイン、ダイアグラム、切手などの第一線で先端的かつ独創的な活躍を展開。また、「マンダラ　出現と消滅」展や「アジアの宇宙観」展、「花宇宙・生命樹──アジアの染め・織り・飾り」展など、アジアの伝統文化を展覧会企画構成および斬新なカタログデザインで紹介するとともに、マンダラ、宇宙観を中核とする自らの図像研究の成果を『かたち誕生』ほかの幾多の著作をとおして精力的に追究している。

## 主な経歴と賞
- 1932年　東京都に生まれる
- 1955年　東京藝術大学建築科卒。髙島屋の宣伝部に入ったが、そのとき制作した「LP JACKET」が1955年第5回日本宣伝美術賞を受賞し、約半年で独立
- 1960年　東京で開催された「世界デザイン会議」にパネリストとして参加
- 1960年　東京オリンピック（1964年）のシンボルマーク指名コンペ6人の中に選ばれる（亀倉雄策が入選）[1][2][3][4]
- 1961年　東京画廊のカタログデザイン始まる
- 1961年 「音楽会ポスターを中心とする一連のグラフィックデザイン」によって第７回毎日産業デザイン賞（現毎日デザイン賞）受賞
- 1964年　ドイツ・ウルム造形大学に客員教授として招聘される（〜65年にかけて3ヶ月。66〜67年にも1年間招聘される）
- 1968年　ロンドンICAギャラリーで開催された日本現代美術展「蛍光菊」（Florescent Chrysanthemum）の会場構成、アートディレクション
- 1968年　東京造形大学視覚デザイン科で教鞭をとる
- 1968年　第4回造本装幀コンクールで最高賞の文部大臣賞受賞（『日本産魚類脳図譜』築地書館）
- 1969年　第5回造本装幀コンクールで文部大臣賞を連続受賞（『雲根志』築地書館）
- 1971年　第2回講談社出版文化賞ブックデザイン賞受賞（『闇のなかの黒い馬』河出書房新社）
- 1973年　第８回造本装幀コンクールで３度目の文部大臣賞受賞（『日夏耿之介全集』河出書房新社）
- 1972年　ユネスコ・東京出版センター（現ユネスコ・アジア文化センター）から依頼を受け、アジア活字開発調査のため、タイ、インド、インドネシアなどアジア諸国を初めて訪問
- 1972年　NHKの委嘱で、イタリア賞参加映像作品「In Motion」を武満徹と共同制作（主演はツトム・ヤマシタ）
- 1977年　第12回造本装幀コンクールで４度目となる文部大臣賞受賞（『伝真言院両界曼荼羅』平凡社）
- 1978年　パリ装飾美術館で開かれた「間＝MA」展にポスター・カタログデザインで参加（企画構成＝磯崎新ほか）
- 1979年 「京劇」訪日公演企画、斬新なスタイルを取り入れたカタログをデザイン
- 1980年　高野山大学と毎日新聞社のラダック仏教美術調査・取材隊に同行し、その成果は「マンダラ　出現と消滅」展企画構成に結実（西武美術館、毎日新聞社ほか主催）
- 1981年 「熱きアジアの仮面」展（国際交流基金ほか）、インド仮面舞踏「神々の跳梁」などを展示構成・デザイン
- 1982年 「アジアの宇宙観＋マンダラ」展（国際交流基金）を企画構成
- 1982年　ブータン王国切手デザインの依頼を受け、同国を取材旅行
- 1982年　文化庁芸術選奨新人賞受賞
- 1982年　ライプツィヒ装幀コンクール特別名誉賞受賞（『伝真言院両界曼荼羅』）
- 1985年　インドIIT, IDC（インド工科大学産業デザイン研究所）においてデザイン・ワークショップ開催
- 1987年　神戸芸術工科大学視覚情報デザイン学科教授に就任（〜2002年）
- 1987年　インド古典音楽「ラーガ・香絃花」コンサートを企画
- 1992年 「花宇宙・生命樹」展企画構成とカタログデザイン（国際交流基金ほか主催）
- 1997年　毎日芸術賞受賞（毎日新聞社）
- 1997年　紫綬褒章を受章
- 2004年　雑誌デザインの集大成「疾風迅雷」展（東京、ギンザ・グラフィック・ギャラリーほか）とその作品集デザイン（DNPグラフィックデザイン・アーカイブ）。「疾風迅雷」展は2005年に韓国のパジュ、2006年に中国の北京、深圳、2007年以降、南京、成都ほか中国各地を巡回
- 2005年　織部賞受賞（岐阜県主催）
- 2006年　高野山大学の委嘱で、5面スクリーンによる映像作品「法界宇宙」を制作
- 2007年 「マンダラ発光──杉浦康平のマンダラ造本宇宙」展開催（クリエイティブワールドライブ2007実行委員会、東京国際フォーラム）とその作品集デザイン
- 2009年　中島健蔵音楽賞特別賞受賞（現代音楽への貢献）
- 2010年　神戸芸術工科大学アジアンデザイン（RIAD）所長に就任
- 2010年　アジアンデザイン研究所第1回国際シンポジウム「動く山・山車──あの世とこの世を結ぶもの」を企画・開催
- 2011年　ブックデザインの集大成「杉浦康平・脈動する本」展開催（武蔵野美術大学美術館・図書館）とその作品集デザイン
- 2019年　旭日小綬章受章[5][6]
- 2021年　杉浦康平デザインアーカイブ（武蔵野美術大学 美術館・図書館所蔵）特設ウェブサイト「デザイン・コスモス」公開[7]

## 作家論・業績
杉浦康平の活動は1950年代後半に始まる。当時は「商業デザイン」という名称が定着していたように、アドヴァタイジングがデザイン表現の主流だった。それに対して杉浦ら20代後半の新世代は、文化活動を主題にしたヴィジュアルデザインの鉱脈を果敢に掘り起こしたのである。
その旗手としてリーダシップを遺憾なく発揮したのが杉浦であり、わが国の旧弊なデザイン風土に新風を送り込むことになる。膨大な数にのぼるブックデザインと“柔らかい地図”という新機軸を打ち出した「時間軸変形地図」をはじめとするダイアグラム（インフォグラフィックス）がその双璧だ。後者の「地図」は、ダイアグラムをヴィジュアルコミュニケーション・デザインの一翼を担う存在としてわが国に定着させるうえで重要な布石となった。
杉浦の際だったクリエイティビティのバックグラウンドに、東京藝術大学で建築を学んだことと、少年時からの音楽への格別の関心がある。総合芸術である建築を学んだことは、〈内から〉の三次元的で理知的なデザイン思考をはぐくむことに。また、あのパウル・クレーを彷彿させずにはおかない秀でた音楽的感性は、若手の登竜門であった日宣美展（日本宣伝美術会主催、1955年）でグランプリ「日宣美賞」を受賞した「LP JACKET」をはじめ、「ストラヴィンスキー特別演奏会」、「第1回東京現代音楽祭1960」ほかの音楽関連ポスターおよびレコードジャケットなどに多くの清新な世界を結晶させる。
そして、1960年代後半の西ドイツ・ウルム造形大学での二度にわたる指導体験を経て、自らの血脈に宿るアジア的美意識を喚起された杉浦は、“表紙は顔である”とする独自のコンセプトにもとづいて目次や記事内容と響き合う表紙デザインを雑誌で試みる。『SD』『都市住宅』や『季刊銀花』が代表例である。
雑誌に続いて、1970年代より縦組による明朝体活字の美しさを引き出すブックデザインを本格的に展開。くわえて、書物の三次元性を踏まえ、外回りだけの意匠ではなく、本文組を起点とするトータルで理路をきわめる造本設計を究め、同時代デザイナーの指標となる方法論を次々と切り開くとともに、折からの日本社会のブックデザインへの関心の高まりを牽引する。『伝真言院両界曼荼羅』の壮麗な伽藍のような重層的構造はその白眉である。
グラフィックデザインの華とされるポスター制作の点数は少なくなるものの、それでも「第8回東京国際版画ビエンナーレ」や「伝統と現代技術——日本のグラフィックデザイナー12人展」など、印刷システムに精通した杉浦ならではといってよい、特異な製版技術を駆使した意欲作を機会あるごとに発表していることは注目される。　
上記した音楽的感性は、流動し、転調を繰り返しながらも互いに照応するかたちへの鋭い眼差しへと結びつく。“視知覚の則“を見極めようとする古今東西の各種図像への傾倒、なかんずく1970年代半ば以降に本格化する、マンダラをはじめとするアジアの図像群がはらむイコノロジーへの、破格のスケールをともなう精査探究がそれだ。もとより、ウルムで体験した価値観の齟齬（そご）とアジア諸国取材旅行で得た認識の深まりもあずかっており、アジアの宇宙観、知覚論、文字論、ノイズを含む音楽論…へとさらなる深化を遂げてきた。そして近年は「多主語的なアジア」をキーワードとして、思考の新しい道をひらいている。（また、「一即二、多即一」という東洋的語法で、自らの造形思考を要約している。）欧米の厳密な二進法的世界観とは異なる、数えきれないほどの〈幽かなる存在〉が宇宙の森羅万象を満たしているという固有の根源への洞察である。
このような一連の探究成果は、松岡正剛との共著『ヴィジュアルコミュニケーション』や、自著『日本のかたち・アジアのカタチ』を嚆矢（こうし）とする〈万物照応劇場〉シリーズなどの幾多の著作（共著を含む）の、奔流のような刊行へと結実している。
また、これら著作とともに企画構成した展覧会・公演カタログ、ポスター、関連書にはアジア固有の世界観が、「京劇」を始めとして、独特の形や色彩を帯びる類いないデザイン手法に映し出されており、国内外の多くのクリエイターに影響を与え続けている。
1970年～80年代には、アジアに目を向けた写真家（加藤敬、管洋志ほか）の作品集の編集・構成、展覧会デザインを積極的に行っている。
1980年代から杉浦独自の活動は国際的にも注目され、グローバルな広がりを見せるようになった。そして、講演や展覧会企画構成をとおしてアジア各地のクリエイターとの密接な交流を深めている。私たちの文化の〈共通する根〉への熱いまなざしは、心あるアジアの精鋭たちの共感を呼び、杉浦は彼らを結び合わす精神的支柱となっていることを銘記したい。（臼田捷治）

## 主要作品

### レコード／CDジャケット
- 1957年 「諸井誠＋黛敏郎＋武満徹 電子音楽、ミュージックコンクレート作品集」
- 1966年 「武満徹の作品1-4」
- 1968-69年 「諸井誠、黛敏郎、武満徹ほか＝日本の電子音楽」
- 1970-71年 「WERGO現代音楽シリーズ」
- 1991年～ 「西村朗作品集シリーズ」

### ポスター
- 1959年 「ストラヴィンスキー特別演奏会」
- 1960年 「第1回東京現代音楽祭1960」
- 1972年 「第8回東京国際版画ビエンナーレ展」
- 1979年 「中国京劇院訪日公演」
- 1983年 「国立歴史民俗博物館開館記念」
- 1984年 「伝統と現代技術──日本のグラフィックデザイナー12人展」
- 1991年 「富山県立山博物館開館記念」
- 1992年 「花宇宙・生命樹展」
- 1992年 「江差追分」（北海道江差町）

### 雑誌デザイン
- 1960年 『音楽芸術』（～1963年、音楽之友社）
- 1962年 『数学セミナー』（日本評論社）
- 1966年 『SD』（〜1968年、鹿島出版会）
- 1968年 『都市住宅』（〜1970年、鹿島出版会）
- 1970年 『季刊銀花』（〜2002年、文化出版局）
- 1971年　オブジェマガジン『遊』（〜1979年、工作舎）
- 1972年 『ASIAN CULTURE』(〜1987年、ユネスコ・アジア文化センター)
- 1975年 『エピステーメー』（第Ⅰ期〜79年、第Ⅱ期1984〜86年、朝日出版社）
- 1980年 『噂の眞相』(〜2004年、噂の眞相社)

### ブックデザイン
- 1963年　細江英公写真集『薔薇刑』（集英社）
- 1964年 『中井正一全集』全4巻（〜81年、美術出版社）
- 1965年　川田喜久治『地図』（美術出版社）
- 1971年　高橋和巳『わが解体』（河出書房新社）
- 1971年　埴谷雄高『闇のなかの黒い馬』（河出書房新社）
- 1971年 「講談社現代新書」シリーズ（〜2004年、講談社）
- 1973年 「角川選書」シリーズ（〜95年、角川書店）
- 1973年 『瀬戸内晴美長編選集』全13巻（講談社）
- 1973年 『平凡社百科年鑑』（～78年、平凡社）
- 1975年　稲垣足穂『人間人形時代』（工作舎）
- 1977年　石元泰博撮影『教王護国寺蔵 伝真言院両界曼荼羅』（平凡社）
- 1978年 『セリーヌの作品』全16巻（’03 国書刊行会）
- 1979年　松岡正剛ほか編『全宇宙誌』（工作舎）
- 1979年　蓮實重彦『映画の神話学』（泰流社）
- 1979年　R・カイヨワ+森田子龍『印』（座右宝）
- 1981年 『角川類語新辞典』（角川学芸出版）
- 1982年 『天上のヴィーナス・地上のヴィーナス』（三浦印刷）
- 1983年 『西蔵〈曼荼羅〉集成』（講談社）
- 1985年 『大百科事典』全16巻（平凡社）
- 1985年　斎藤真一『ぶっちんごまの女』（角川書店）
- 1986年　杉浦康平＋北村正利『立体で見る[星の本]』（福音館書店）
- 1987年　岩田慶治＋杉浦康平編『アジアの宇宙観』（講談社）
- 1988年 『ライプニッツ著作集』全10巻（～99年、工作舎）
- 1988年　松村明編『大辞林』（三省堂）
- 1995年 『岩田慶治著作集』全8巻（講談社）
- 1996年　海上雅臣編『井上有一全書業』全3巻（〜2001年、ウナックトウキョウ）
- 2002年　中川幸夫『魔の山』（求龍堂）

### シンボルマーク
- 1973年　多摩動物公園
- ----年　オーディオテクニカ[8]

### ダイアグラム
- 1969年 「時間軸変形地図」（『週刊朝日』）
- 1973年 「犬地図」（『遊』第6号掲載、工作舎）
- 1973年 『平凡社百科年鑑』ダイアグラム（～78年、平凡社）
- 1983年 「味覚地図」（『週刊朝日百科 世界の食べ物』の「目で見る世界の食文化」）

### 切手
- 1972年　西ドイツ政府発行「札幌冬季オリンピック」
- 1983年 「ブータン王国記念切手」

### 映像作品
- 1972年 「IN MOTION」武満徹（作曲家）と共同制作（NHKイタリア賞参加作品）
- 2006年 「法界宇宙」高野山大学、松下講堂の5面スクリーン上映のための作品
- 2004年～「ブックデザイン小宇宙」杉浦のブックデザイン紹介のための映像作品群（協力＝新保韻香、栄元正博）

### TVプログラム
- 1979年「わたしのデザイン探検」全4回（NHK女性手帖）
- 1996年「かたち誕生」全12回（NHK人間大学）

## 主要著作と作品集
- 『ヴィジュアルコミュニケーション』（＋松岡正剛、講談社、1976年）
- 〈万物照応劇場〉シリーズに『日本のかたち・アジアのカタチ』（三省堂、1994年）、『かたち誕生』（日本放送出版協会、1997年）、『宇宙を呑む』（講談社、1999年）、『生命の樹・花宇宙』（日本放送出版協会、2000年）、『宇宙を叩く』（工作舎、2004年）
- 『文字の宇宙』（＋松岡正剛、写研、1985年）、『文字の祝祭』（同、1995年）
- 『円相の芸術工学』『ふと…の芸術工学』『めくるめきの芸術工学』ほか（編著）、〈神戸芸術工科大学レクチャーシリーズ〉（工作舎、1995年～2001年）
- 『アジアの本・文字・デザイン−杉浦康平とアジアの仲間たちが語る』（トランスアート、2005年／DNPアートコミュニケーションズ、2010年）
- 『文字の美・文字の力』（誠文堂新光社、2008年）
- 〈杉浦康平デザインの言葉〉シリーズ（ともに工作舎）に『多主語的なアジア』（2010年）、『アジアの音・光・夢幻』（2011年）、『文字の霊力』(2014年)、『本が沸きだす』(2022年)
- 『疾風迅雷──雑誌デザインの半世紀』（トランスアート、2004年）
- 『マンダラ発光──杉浦康平のマンダラ造本宇宙』（クリエイティブワールドライブ2007実行委員会、2007年。2011年にDNPアートコミュニケーションズから再刊）
- 『動く山・アジアの山車』 神戸芸術工科大学アジアンデザイン研究所シンポジウムシリーズ（左右社、2012年）。企画・編集
- 『杉浦康平・脈動する本──デザインの手法と哲学』（武蔵野美術大学 美術館・図書館、2011年）
- 『靈獣が運ぶ──アジアの山車』(齊木崇人＝監修・杉浦康平＝企画・構成（工作舎、2016年）
- 『表裏異軆　杉浦康平の両面印刷ポスターとインフォグラフィックス』（新宿書房、2017年）。神戸芸術工科大学 ビジュアルデザイン学・赤崎正一編
- 『杉浦康平のアジアンデザイン』神戸芸術工科大学アジアンデザイン研究組織ほか編（新宿書房＋港の人、2023年）

## 作品・デザイン資料の所蔵先
- 杉浦のほとんどの作品、デザイン資料は、武蔵野美術大学 美術館・図書館に所蔵されている。
- 2021年6月に杉浦康平デザインアーカイブの特設ウェブサイト「デザイン・コスモス」を公開した。[7]

## 主要デザイン協力スタッフ
中垣信夫、辻修平、海保透、鈴木一誌、赤崎正一、谷村彰彦、佐藤篤司ほか

## 関連
- 日本のグラフィックデザイナー
- ブックデザイナー（装幀家）
- ダイアグラム（インフォグラフィックス）
- タイポグラフィー
- ヴィジュアルコミュニケーション論
- 知覚論
- 図像学
- マンダラの宇宙観
- 音楽論
- 神戸芸術工科大学
- 武蔵野美術大学